# Palau Velòdrom Lluís Puig
El Palau Velòdrom Lluís Puig és un pavelló multiesportiu de la ciutat de València. Va ser inaugurat en 1992 amb motiu del Campionat del món de ciclisme en pista de 1992. Amb més de 20.000 metres quadrats, té una capacitat de 6.000 espectadors.
Compta amb un velòdrom, una pista d'atletisme de 200 m, una zona de musculació i una de gimnàstica de manteniment. A més de les activitats esportives, també acull esdeveniments com concerts i altres espectacles.
Està situat en el barri de Benimàmet, al nord-oest de la ciutat, al costat de la Fira de Mostres de València.

## Principals esdeveniments esportius
- 1992: Campionat Mundial de Ciclisme en Pista.
- 1998: Campionat Europeu d'Atletisme en Pista Coberta.
- 2000: Campionat Europeu de Natació en Piscina Curta.
- 2008: Campionat Mundial d'Atletisme en Pista Coberta.